# Бурачинский, Борис
Борис Бурачинский (рум. Boris Buracinschi; 17 января 1964, Кишинёв, Молдавская ССР, СССР — 9 мая 2010, Таллин, Эстония) — эстонский журналист и библиограф. Старший библиограф по русской книге в Национальной библиотеке Эстонии. Преподаватель румынского языка в Тартуском университете. Корреспондент радиостанции «Свободная Европа».

## Биография
Из молдавско-еврейской семьи. Окончил исторический факультет Кишинёвского университета. По образованию историк, начал свою журналистскую и литературную деятельность в Кишинёве. В 1990 году переехал в Эстонию, где преподавал румынский язык в Тартуском университете и был корреспондентом радиостанции «Свободная Европа».
Начал публиковаться в газете «KesKus» в 1998 году. Работал старшим библиотекарем в Национальной библиотеке Эстонии и писал мнения для страниц газеты «Eesti Ekspress». Борис Бурачинский знакомил эстонцев с русской литературой, считался уникальным специалистом по литературам Восточной Европы. Публиковал эссеистику также в молдавской прессе на румынском языке. Соавтор эстонско-румынского словаря (2008).
Скончался на 47-м году жизни от удушья в арестантской камере отделения полиции Эстонии, куда его доставили в нетрезвом состоянии. Похоронен на Еврейском кладбище в Таллине (Рахумяэ). Было возбуждено уголовное дело по причине смерти, однако вины полиции в смерти литератора следствие не нашло.
Эстонские коллеги и друзья поставили на его могиле памятник с трогательной надписью: «Tassike teed kirjamehe terviseks! Sõpsid» (с эст. «Чашечка чая за здоровье писателя! Друзья».

## Публикации

### Книги
- Veronika Palandi (Ivi Iordan, Riina Jesmin, Boris Buracinschi, Kalev Stoicescu). Eesti-rumeenia sõnaraamat — Dicţionar eston-rom (2008). — 255 стр. — ISBN 978-9949-15-069-4
- Борис Бурачинский. Oh see eesti kergemeelsus («Ох уж это эстонское легкомыслие»). Таллинн: Ema ja Isa, 2016.

### Статьи
Избранные периодические публикации в ведущих и других изданиях:
- Moldaavia parlamendivalimiste eel (недоступная ссылка)
- Molvaania forever
- Boris Buracinschi: Kas te armastate Ukrainat?
- Boris Buracinschi: Hämmastav. Pronkssõduri äraviimist planeeriti Washingtonist
- Kiirabil ei õnnestunud literaati elustada (недоступная ссылка)
- 'Nişte chetre' Архивная копия от 10 августа 2016 на Wayback Machine
- Rumeenia bestseller ja kadunud inimesed — Keskus/ Tallin/ Estonia Архивная копия от 15 октября 2011 на Wayback Machine
- Ajakirjaniku surm arestikambris tõi uurimise Архивная копия от 4 марта 2016 на Wayback Machine
- 'Civilizaţia constituie cel mai bun vehicul pentru afirmarea unei culturi' Архивная копия от 10 августа 2016 на Wayback Machine
- Moldaavia valib (недоступная ссылка)
- Rumeenia ja Ukraina jõudsid sõpruslepinguni
- Kivid ja kännud Rumeenia-Ungari suhetes

## Цитаты
- Ольга Титова:

«В связи с распространяемыми домыслами, я хочу заявить, что ни разу за всё это время не видела Бориса в нетрезвом состоянии на рабочем месте, а виделись мы каждый день»
- Юкку-Калле Райд (Главный редактор газеты «KesKus»):

«Умер человек маленький, как гора»

## Критика
- Oтвет Б. Бурачинскому (14.01.10) Архивная копия от 24 августа 2017 на Wayback Machine